# Takahagi Yoko
Takahagi Yoko (高萩 陽子, sinh ngày 17 tháng 4 năm 1969) là một cựu cầu thủ bóng đá nữ người Nhật Bản.

## Đội tuyển bóng đá nữ quốc gia Nhật Bản
Takahagi Yoko thi đấu cho đội tuyển bóng đá nữ quốc gia Nhật Bản từ năm 1986 đến 1991.

## Thống kê sự nghiệp
Nguồn:
| Nhật Bản  | Nhật Bản | Nhật Bản |
| Năm       | Trận     | Bàn      |
| --------- | -------- | -------- |
| 1986      | 13       | 0        |
| 1987      | 2        | 0        |
| 1988      | 0        | 0        |
| 1989      | 6        | 0        |
| 1990      | 6        | 0        |
| 1991      | 4        | 0        |
| Tổng cộng | 31       | 0        |